# Kiki Hagen
Kiki Babette Hagen (Amsterdam, 6 januari 1987) is een Nederlands voormalig politica voor D66.

## Jeugd en onderwijscarrière
Hagen werd geboren in Amsterdam en groeide op in Vinkeveen. Haar moeder was lerares en haar vader had een bruin café in de Amsterdamse wijk de Jordaan. Hagen heeft een zus en volgde tussen 1999 en 2004 de havo op het Mijdrechtse VeenLanden College. Ze haalde haar pabo-diploma aan de Hogeschool Utrecht in 2010 en werd vervolgens lerares op de basisschool OBS Piet Mondriaan in Abcoude. Hagen volgde ook een pre-master bestuurskunde aan de Vrije Universiteit Amsterdam van 2015 tot 2016. Ze stopte met lesgeven toen ze in 2018 wethouder werd.

## Politiek
In aanloop naar de herindelingsverkiezing in de nieuwe gemeente De Ronde Venen in november 2010, richtte Hagen met een aantal anderen de lokale partij Lijst 8 op, waarmee zij de vertegenwoordiging van jongeren wilden vergroten. De Ronde Venen ontstond uit een fusie van de gemeenten Abcoude en De Ronde Venen. Lijst 8 behaalde twee zetels met Hagen als lijsttrekker en ze werd op 3 januari 2011 als gemeenteraadslid en fractievoorzitter geïnstalleerd.
Hagen verliet de gemeenteraad in oktober 2013 om lid te worden van D66. Ze deed vervolgens bij de gemeenteraadsverkiezingen in 2014 mee als lijsttrekker van die partij en werd verkozen. Hagen leidde wederom haar partij bij de verkiezingen in 2018 en behield haar zetel. Op de dag van haar beëdiging ging ze met zwangerschapsverlof. Ze keerde niet terug naar de gemeenteraad, omdat ze op 26 april 2018 werd geïnstalleerd als wethouder van duurzaamheid, milieu, water en dijken, jeugd, onderwijs en inwonersparticipatie. In 2019 ontving ze daarnaast de portefeuille afval en riolering vanwege het aftreden van een wethouder.
In februari 2021 stelde de lokale partij Ronde Venen Belang vragen over €800 aan subsidie die Hagen had ontvangen voor het verduurzamen van haar woning. Ze betaalde vervolgens het geld terug en een gemeentelijk onderzoek concludeerde dat de subsidie onterecht was verstrekt. Een grote meerderheid van de raad behield het vertrouwen in Hagen.

### Tweede Kamer
Voor de Tweede Kamerverkiezingen 2021 stond ze op plek 21 van de kandidatenlijst van D66. De partij haalde 24 zetels met de verkiezingen en Hagen verkreeg zelf 24.485 stemmen. Hiermee haalde ze na Sigrid Kaag, Rob Jetten en Vera Bergkamp de meeste stemmen binnen voor D66. Op 31 maart werd ze beëdigd en ze kreeg de portefeuille luchtvaart, milieu, circulaire economie en wegen en mobiliteit. Hagen stapte tegelijkertijd op als wethouder. Binnen de Tweede Kamer is ze lid van de Delegatie naar de Raadgevende Interparlementaire Beneluxraad en de Interparlementaire commissie inzake de Nederlandse Taalunie en van de vaste commissies voor Binnenlandse Zaken (voorzitter), voor Economische Zaken en Klimaat, voor Infrastructuur en Waterstaat, voor Landbouw, Natuur en Voedselkwaliteit en voor Onderwijs, Cultuur en Wetenschap. Hagens portefeuille veranderde later in mbo, groen onderwijs, leven lang ontwikkelen, milieu en circulaire economie. In de zomer van 2022 was ze delegatieleider van een negendaags parlementair bezoek aan Suriname, Curaçao en Bonaire om de geschiedenis van de Nederlandse slavernij te onderzoeken. De reis werd in aanloop naar herdenkingsjaar 2023 gehouden – 150 jaar na de afschaffing van de slavernij in Nederland. Bovendien werden niet veel later door de Nederlandse overheid excuses aangeboden voor het slavernijverleden. Hagen bekritiseerde massaconsumptie van kleding tijdens Black Friday en noemde het een "gitzwarte dag voor onze aarde". In een initiatiefnota deed ze verschillende voorstellen om het effect van de kledingindustrie op het milieu in te perken. Zo bevatte deze plannen voor investeringen in circulaire kledingmerken, hogere boetes voor greenwashing en de introductie van een ecolabel zodat consumenten betere beslissingen kunnen nemen. Tijdens de Tweede Kamerverkiezingen van 2023 stond ze op de 38e plek op de kandidatenlijst en behaalde ze 1.782 stemmen. Op 5 december 2023 nam zij afscheid van de Tweede Kamer.
Ze werd gekozen als informateur in Amersfoort na de verkiezingswinst van D66 bij de gemeenteraadsverkiezingen in maart 2022. Enkele weken later adviseerde ze een coalitie met D66, GroenLinks, het CDA, Amersfoort2014 en de Partij voor de Dieren. Tijdens de formatie diende de VVD een motie van wantrouwen tegen Hagen in vanwege onjuiste beweringen, maar deze kreeg niet genoeg steun in de raad en de VVD bood er later haar excuses voor aan. Uiteindelijk werd in juli een coalitie gevormd met de ChristenUnie in plaats van Amersfoort2014.

## Privéleven
Hagen heeft een zoon.